# Fortaleza de Hwasong
Hwasong o Hwaseong es una fortaleza en la ciudad de Suwon la capital provincial de Gyeonggi-do, Corea del Sur. Fue construida de 1794 a 1796. El rey Jeongjo de la Dinastía Chosŏn construyó la fortaleza para honrar y albergar los restos mortales de su padre el príncipe Sado. Este príncipe había sido condenado a morir encerrado dentro de un cofre de arroz por su propio padre, el rey Yeongjo, al no obedecer el mandato de suicidarse. Situado a 30 kilómetros al sur de Seúl y encerrando gran parte del centro de Suwon, la Fortaleza incluye el palacio Haenggung del Rey Jeongjo. 
La arquitectura del fuerte combina elementos tradicionales del estilo occidental y del estilo oriental, lo que lo hace muy diferente de los otros fuertes o castillos coreanos.  El Suwoncheon, el arroyo principal en Suwon, fluye a través del centro de la fortaleza.
El día 1 de mayo de 2006 un incendiario prendió fuego a la torre de vigilancia de Sojangdae, causando un perjuicio de cerca de 6 millones de dólares, destruyendo la planta superior de la torre. La restauración del edificio terminó en 2007.
La fortaleza fue declarada Patrimonio de la Humanidad por la Unesco en el año 1997.

## Antecedente
Al parecer, el rey Jeongjo construyó la fortaleza de Hwaseong para preparar el traslado de la capital de Seúl a Suwon. Se suponía que Suwon tenía una posición estratégica para conectar Seúl con el Mar Amarillo y el continente asiático. 
Al principio, el rey pensaba los conflictos entre las facciones eran demasiado graves por obstruir e impedir el reinado de la corte. Dos reyes de Sukjong y Yeongjo antes de Jeongjo utilizaron unas fuerzas políticas con el fin de asegurar la autoridad real, resultando el conflicto extremo de ganar la atención real o distortar unas opiniones públicas. 
En ese modo, el rey Jeongjo quería abandonar las luchas entre facciones de la corte para llevar a cabo reformas y creía que Suwon tenía potencial para convertirse en una capital nueva y próspera con los pleyebos. Para fomentar el crecimiento, ordenó que la gente se trasladara a Suwon a un coste considerable y les eximió de impuestos durante diez años. El rey Jeongjo también ordenó obras públicas, como la construcción de instalaciones educativas para facilitar la ciudad como capital.
Experimentando la destrucción y el desarrollo de modernización, el movimiento de restorarla se lanzó por los coreanos. La Fortaleza Hwaseong de Suwon se restauró basándose en el Hwaseong Seongyeok Uigwe, un dibujo del diseño de hace 200 años. El Hwaseong Seongyeok Uigwe es un documento del plano que muestra la apariencia, las herramientas usadas para construir y la ubicación de la Fortaleza Suwon Hwaseong del principio.
Como la Fortaleza Hwasong se restauró basándose en planos perfectamente conservados, tuvo un éxito excepcional al ser inscrita como Patrimonio Cultural de la Humanidad a pesar de ser un edificio moderno restaurado.

## Construcción
La fortaleza de Hwaseong fue construida durante dos años y medio, de 1794 a 1796, según los diseños del arquitecto Jeong Yak-yong, que más tarde se convertiría en un renombrado líder del movimiento Silhak. Silhak, que significa aprendizaje práctico, fomentó el uso de la ciencia y la industria, y Jeong incorporó diseños de fortaleza de Corea y China junto con la ciencia contemporánea en sus planes. El uso del ladrillo como material de construcción para la fortaleza y el empleo de poleas y grúas eficientes también se debió a la influencia de Silhak.
La construcción de la fortaleza fue también una respuesta al colapso de la línea de frente coreana durante la guerra de Imjin. En ese momento, el modelo dominante para construir fortalezas en Corea era hacer un muro simple para la ciudad o ciudad y una fortaleza de montaña separada a la que el pueblo podía evacuar en tiempos de guerra. Sin embargo, esta fortaleza fue construida para incluir elementos de un muro, fortaleza defensiva y centro de la ciudad, las cuatro puertas principales que se utilizan como las puertas de la ciudad. Las plataformas de lanzamiento de flechas construidas a lo largo de murallas con parapetos almenados y almenas eran elementos defensivos de la fortaleza, mientras que el muro también tenía puertas secretas para acciones ofensivas.

## Registro

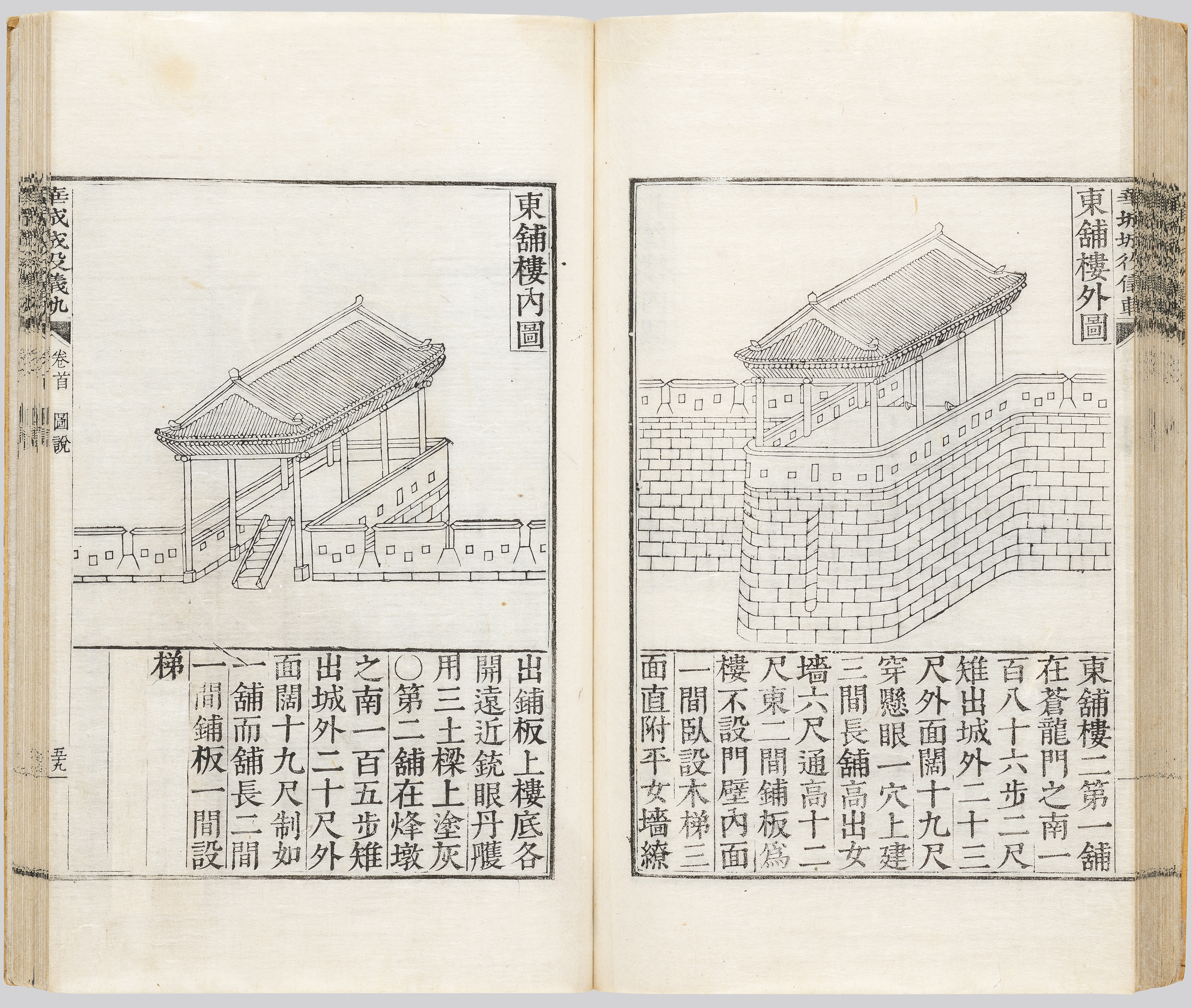
El documento de construcción – Hwasong Seongyeok Uigwe.

El libro blanco, Hwaseong Seongyeok Uigwe (Registros de la fortaleza Hwasong) fue publicado en 1801, inmediatamente después del muerto del rey Jeongjo. El libro tiene 10 volúmenes con gran valor cultural porque la fortaleza fue destruido masivamente durante la guerra de Corea (1950-1953) y fue usado en el proceso de restauración en 1970s.
El libro es dividido por unos temas como unas cubiertas principias para la construcción del edificio incluso los planes generales y una lista de los supervisores. Otros seis volúmenes explican el proceso de implementación de la construcción como los órdenes reales y sueldos para cada obrero. Tres volúmenes al fin son la edición suplementaria, describiendo la construcción de los palacios adyacentes. El principal palacio, Haenggung(수원행궁) fue construido por llevar gran cantidad de fuerza de trabajo, dividiendo cada equipo como de diseño, jardín, cantería. Hay contenido de cada material usado y su cantidad exacto.
Una traducción abreviada al francés fue publicada en 1898 por Henry Chevalier, que fue cónsul de Francia en Corea, mientras que una traducción completa al alemán con comentarios aparece en una tesis de Doo Won Cho de la Universidad de Bamberg.

Dibjos de Hwasong publicado en 1801
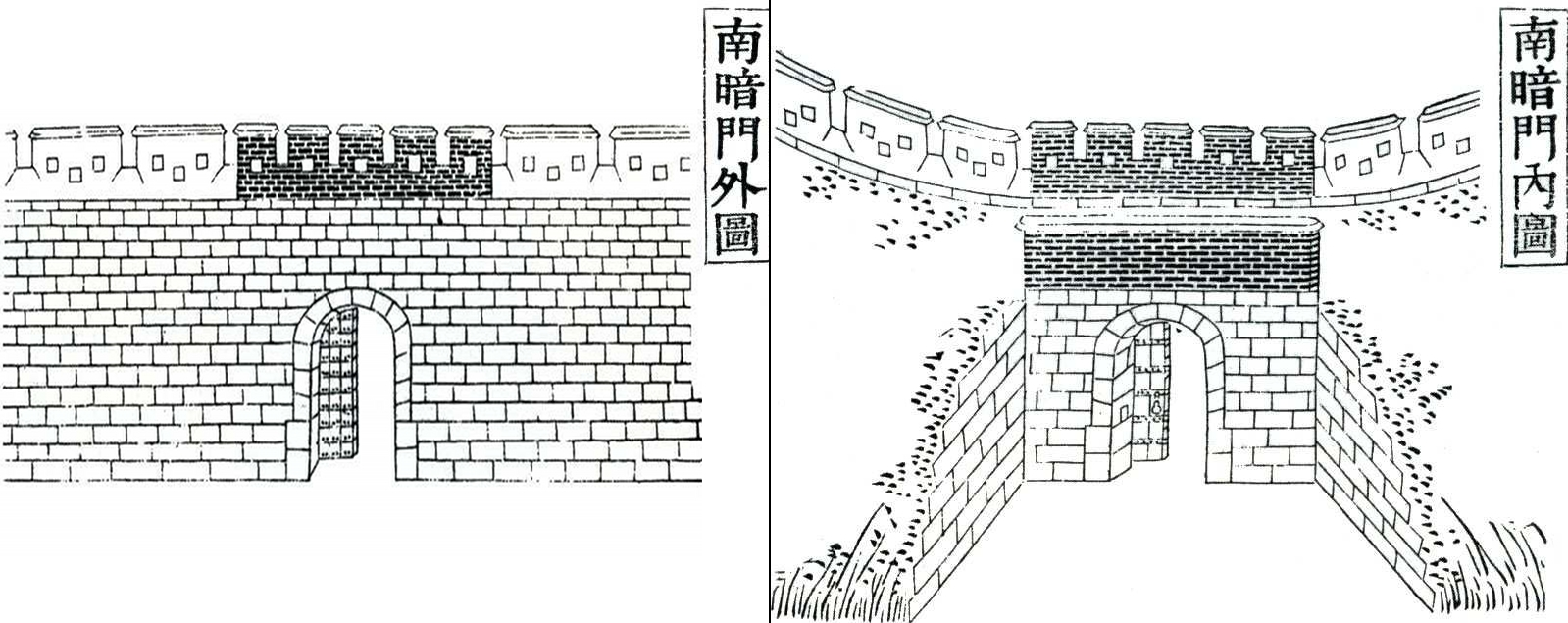
Puerta secreta al sur
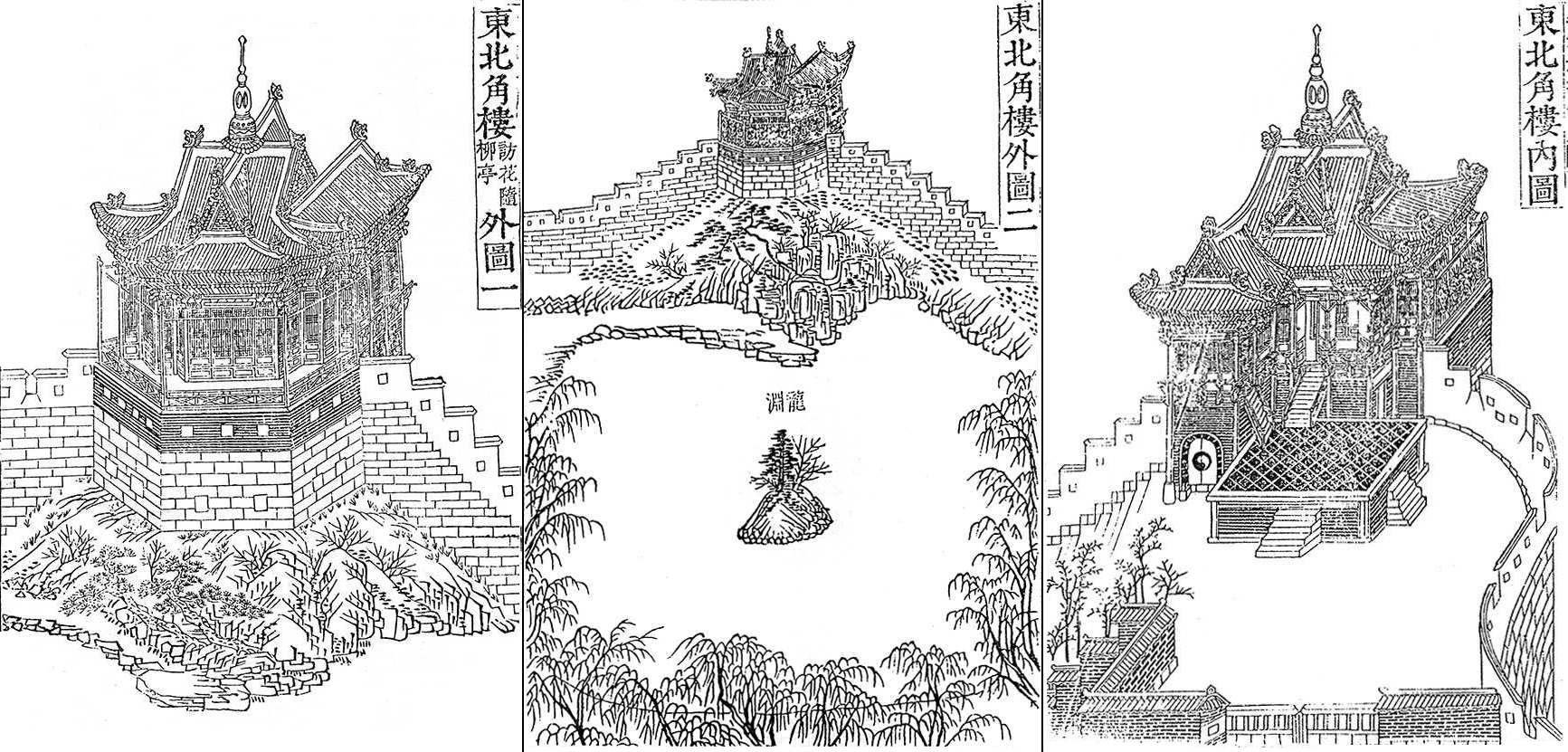
Pabellón N-E y estanque
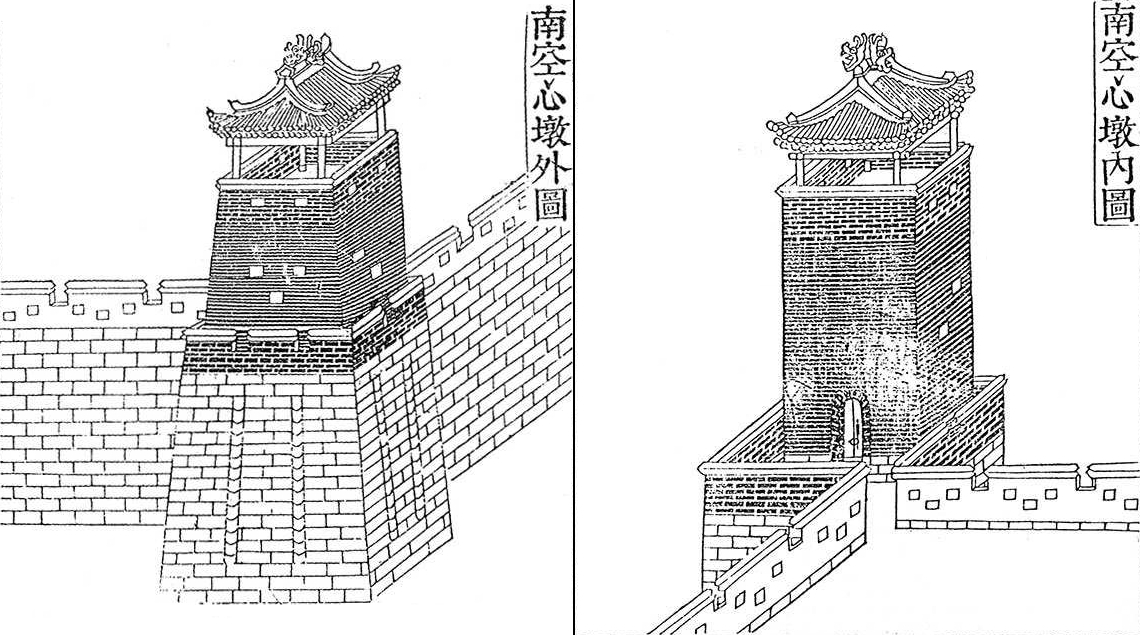
Torre de observatorio
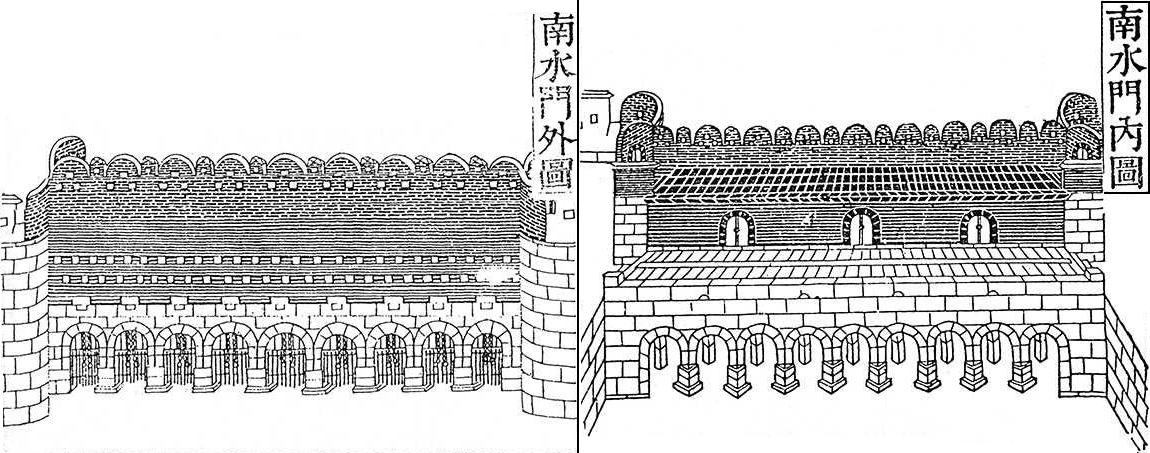
Puerta en el sur
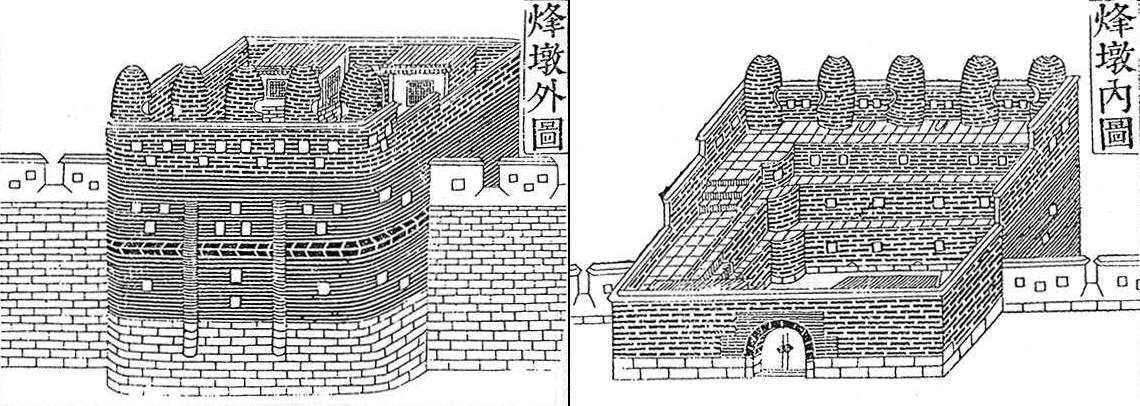
Señol de humor